# Gustav Fröhlich

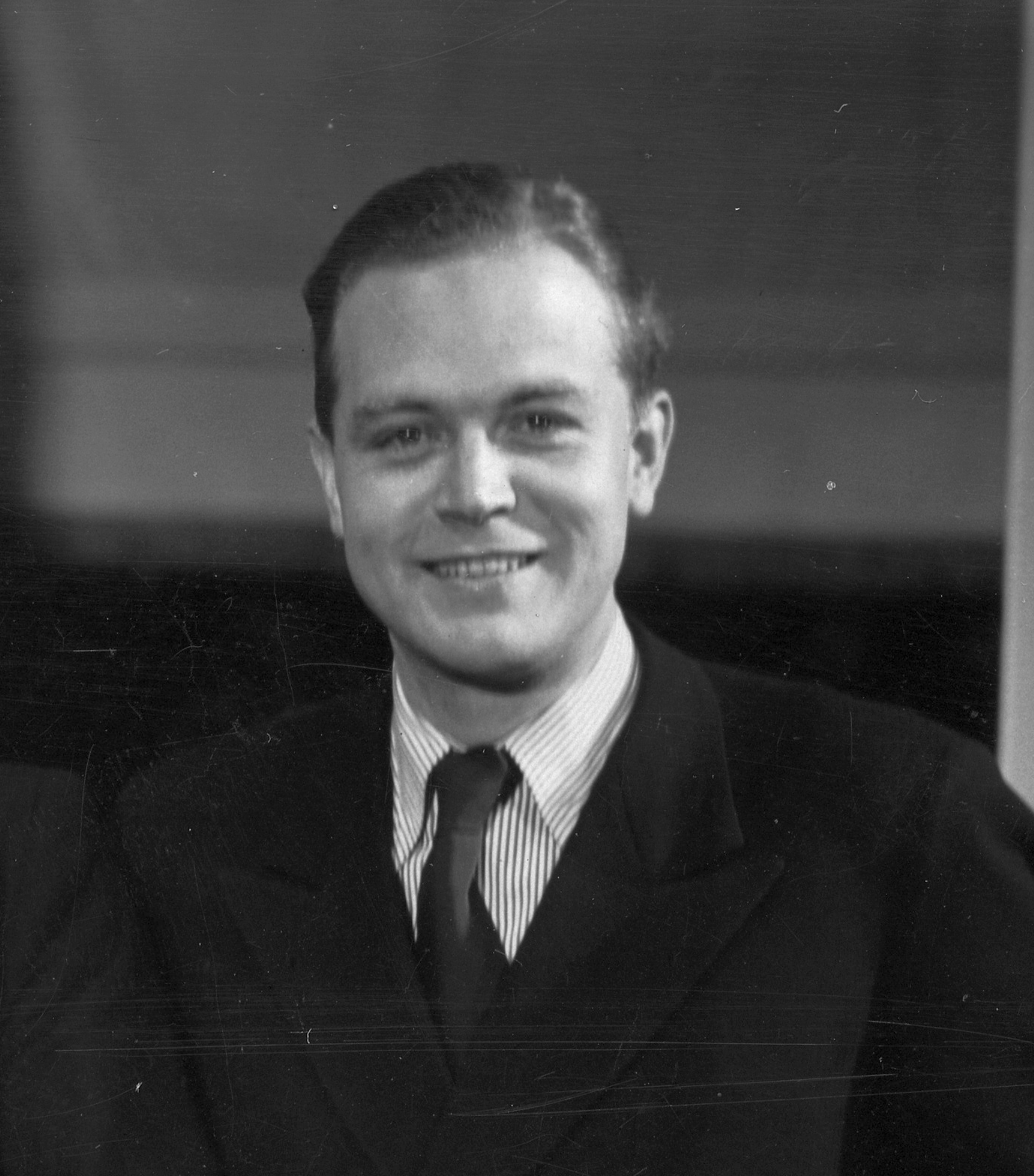
Gustav Fröhlich (1938)

Gustav Friedrich Fröhlich (* 21. März 1902 in Hannover; † 22. Dezember 1987 in Lugano) war ein deutscher Schauspieler und Filmregisseur. Große Bekanntheit verschaffte ihm die Rolle des Freder Fredersen in Fritz Langs Science-Fiction-Klassiker Metropolis (1927). Er blieb in Deutschland bis in die 1950er-Jahre ein beliebter Filmstar und trat meist im Rollenfach des charmanten Kavaliers auf.

## Leben und Werk

### Vor 1933
Gustav Fröhlich wuchs bei Pflegeeltern in Hannover und Würzburg auf. Er war ein uneheliches Kind der Handwerkertochter Therese Sophie Fröhlich und des Ingenieurs Gustav König (1876–1952), Direktor und Technischer Leiter der Halleschen Maschinenfabrik und Vater des späteren Soziologen René König (1906–1992). Nach dem Besuch eines Realgymnasiums in Berlin-Friedenau leistete er 1916/17 Freiwilligendienst bei der Presseüberwachung in Brüssel und unternahm mit Groschenheften erste schriftstellerische Versuche. 1919 begann er ein Volontariat bei der Niedersächsischen Landeszeitung in Celle, trat unter dem Künstlernamen „Gustav Geef“ in einem Varieté auf und schloss sich dem Mittelfränkischen Gastspiel-Ensemble in Sontheim an. Nach Schauspielunterricht in Heilbronn fand er erste Engagements in Friedberg/Hessen und am Reisetheater der Schwäbischen Volksbühne. 1921 ging Fröhlich nach Berlin, wo er auf Empfehlung von Paul Henckels für zwei Jahre am Neuen Volkstheater in der Köpenicker Straße engagiert wurde. Von 1923 bis 1925 spielte er an der Volksbühne am Bülowplatz u. a. in Inszenierungen von Erwin Piscator. Anfang der 1930er Jahre trat er unter Max Reinhardt am Deutschen Theater u. a. als Prinz von Homburg auf.
Eine Nebenrolle in Theo Frenkels niederländisch-deutscher Koproduktion Ein neues Leben (1922) markiert Fröhlichs Filmdebüt. Daran schlossen sich Hauptrollen und wichtige Nebenrollen in einer Reihe von Stummfilmen an, unter denen Fritz Langs aufwändiger Ufa-Film Metropolis (1927) der filmhistorisch wichtigste war.
Nach der Einführung des Tonfilms konnte Fröhlich seine Karriere problemlos fortsetzen. 1930/31 verpflichteten ihn Warner Bros. nach Hollywood, wo er in deutschen Versionen amerikanischer Filme mitwirkte. 1931 trat er in Max Ophüls’ Musikkomödie Die verliebte Firma neben Lien Deyers und ebenfalls 1931 in Robert Siodmaks Kriminaldrama Voruntersuchung neben Hans Brausewetter und Albert Bassermann. Häufig arbeitete er auch mit dem Regisseur Géza von Bolváry zusammen, der ihn allein von 1931 bis 1933 sechsmal als Hauptdarsteller einsetzte. 1933 führte Fröhlich in dem Film Rakoczy-Marsch erstmals selbst Regie. Neben Camilla Horn spielte er wie üblich auch die Hauptrolle.

### Im Dritten Reich
Fröhlich heiratete 1931 die jüdischstämmige Schauspielerin Gitta Alpár. Nach Angaben von Alpár verstieß Fröhlich sie, als sie mit der gemeinsamen Tochter Julika/Julitschka Fröhlich (geb. 1934) schwanger war. Während eines Empfangs bei Kulturminister Joseph Goebbels verleugnete er seine Frau, um sich ungehindert Goebbels nähern zu können und seine persönliche Karriere nicht zu gefährden. Die Ehe wurde 1935 geschieden, als Alpár schon im rettenden Exil war. Da Fröhlich in seinen Rollen den Liebhabertyp, der im Kino des Nationalsozialismus besonders gefragt war – der sympathische, aber grundvernünftige und verlässliche Kavalier und Bräutigam – in idealer Weise verkörperte, waren ihm auch nach dem Regierungsantritt der NSDAP Hauptrollen in zahlreichen Filmen sicher. Als Darsteller von Polizisten, Rechtsanwälten, Offizieren, Ingenieuren und Vertretern ähnlicher vertrauenseinflößender Berufe war er meist neben den einschlägigen Darstellerinnen unsentimentaler, moderner, praktisch veranlagter junger Frauen wie Maria Andergast, Marianne Hoppe, Renate Müller, Ilse Werner und Hilde Krahl zu sehen. Daneben drehte er jedoch auch mit Sybille Schmitz, Brigitte Horney, Camilla Horn und Käthe von Nagy. 1941 heiratete Gustav Fröhlich Maria Hajek.
1935/36 stand er gleich dreimal mit Lída Baarová vor der Kamera (Leutnant Bobby, der Teufelskerl, Barcarole, Die Stunde der Versuchung). Mit ihr war er in dieser Zeit auch privat liiert und wohnte mit ihr bis zur Trennung auf der Insel Schwanenwerder. Lida Baarova verließ Gustav Fröhlich schließlich, weil sie ihrerseits eine Affäre mit dem Propagandaminister Joseph Goebbels hatte. Im Gegensatz zu vielen anderen prominenten Berufskollegen wurde Fröhlich nach Beginn des Zweiten Weltkrieges allerdings nicht unabkömmlich gestellt, sondern 1941 für 18 Monate zu einem Posener Landschützen-Regiment einberufen, das er für Dreharbeiten nur jeweils vorübergehend verlassen durfte. Fröhlich stand 1944 in der Gottbegnadeten-Liste des Reichsministeriums für Volksaufklärung und Propaganda.
Mit durchschnittlich drei Hauptrollen pro Jahr zählt Gustav Fröhlich neben Hans Albers, Willy Fritsch und Heinz Rühmann zu den prominentesten und aktivsten männlichen Stars des NS-Kinos.

### Nach dem Zweiten Weltkrieg
Da Fröhlich nur vereinzelt an Propagandafilmen mitgewirkt hatte (Ausnahmen: Alarm in Peking, Der große König), konnte er seine Karriere auch nach dem Ende des Zweiten Weltkrieges fortsetzen. Bereits 1946 sprang er in Helmut Weiss’ Lustspiel Sag’ die Wahrheit für den wegen seiner Nähe zum NS-Regime noch unter Berufsverbot stehenden Heinz Rühmann ein. Gleichzeitig kehrte er ans Theater zurück und nahm ein Engagement am Brunnenhoftheater des Bayerischen Staatsschauspiels in München an. 1947/48 führte er in dem Film Wege im Zwielicht erstmals seit Kriegsende wieder Regie.
Im Kino war Fröhlich weiterhin in zahlreichen Hauptrollen zu sehen. Seine wohl interessanteste Nachkriegsrolle war die des alternden, todgeweihten Malers Alexander in Willi Forsts Film Die Sünderin (1951), in dem ihm erstmals der Ausbruch aus der Schublade des netten, vertrauenswürdigen Charmeurs gelang. Der wirkliche Umfang seines schauspielerischen Potenzials hatte sich bereits 1932 in Max Ophüls’ Film Die verliebte Firma angedeutet, in dem die harmlose Nettigkeit von Fröhlichs Figuren erstmals gebrochen erschien und ahnen ließ, dass darunter Entschlossenheit und sogar Gewalt verborgen sein konnte. Es bedurfte jedoch der Befreiung von den strengen dramaturgischen Normen des NS-Kinos, um diesen zwiespältigen Elementen Raum zur Entfaltung zu verschaffen. 1956 zog er sich weitgehend aus dem Filmgeschäft zurück, anschließend stand er bis Anfang der 1980er-Jahre nur noch für wenige, ausgewählte Film- und Fernsehauftritte vor der Kamera. Bis 1953 gehörte Fröhlich zum Ensemble des von Gustaf Gründgens geleiteten Düsseldorfer Schauspielhauses. Danach spielte er am Berliner Renaissance-Theater und am Schauspielhaus Zürich. Er spielte bis 1976 regelmäßig Theater.
1956 übersiedelte er in die Schweiz in den Ort Brissago am Lago Maggiore. 1972 wurde er mit der Silbernen Plakette der Stadt Salzburg ausgezeichnet und 1973 von der Bundesrepublik Deutschland mit dem Filmband in Gold. Er starb 1987 im Alter von 85 Jahren nach einer Operation in Lugano, einige Monate zuvor war seine Ehefrau Maria gestorben. Seine Grabstelle befindet sich an der Urnenwand des Friedhofs Brissago.

## Filmografie

### Stummfilme
- 1922: Ein neues Leben (De bruut)
- 1923: Paganini
- 1923: Der Weg zum Licht
- 1925: Schiff in Not
- 1925: Friesenblut
- 1925: Die Frau mit dem schlechten Ruf
- 1926: Metropolis
- 1927: Die Frau die nicht nein sagen kann
- 1927: Die leichte Isabell
- 1927: Jugendrausch
- 1927: Ihr letztes Liebesabenteuer
- 1927: Gehetzte Frauen
- 1927: Der Meister von Nürnberg
- 1927: Die elf Teufel
- 1927: Schwere Jungen – leichte Mädchen[5]
- 1927: Jahrmarkt des Lebens
- 1928: Der Fremdenlegionär[6]/Wenn die Schwalben heimwärts ziehn
- 1928: Angst
- 1928: Heimkehr
- 1928: Die Rothausgasse
- 1928: Die Pflicht zu schweigen
- 1928: Hurrah! Ich lebe!
- 1929: La tentation
- 1929: Das brennende Herz
- 1929: Asphalt
- 1929: Hochverrat

### Tonfilme
- 1930: Zwei Menschen (Erich Waschneck)
- 1930: Liebeslied (Constantin J. David)
- 1930: Der unsterbliche Lump
- 1930: Brand in der Oper/Barcarole (Carl Froelich)
- 1930: Kismet
- 1931: Die heilige Flamme (Berthold Viertel, William Dieterle, Deutschland/USA)
- 1931: Die verliebte Firma (Max Ophüls)
- 1931: Wiener Blut (Conrad Wiene)
- 1931: Gloria (Hans Behrendt)
- 1931: Voruntersuchung
- 1931: Solang’ noch ein Walzer von Strauss erklingt (Conrad Wiene)
- 1931: Liebeskommando (Géza von Bolváry)
- 1931: Mein Leopold
- 1932: Ein Mann mit Herz (Géza von Bolváry)
- 1932: Unter falscher Flagge (Johannes Meyer)
- 1932: Gitta entdeckt ihr Herz
- 1932: Ein Lied, ein Kuß, ein Mädel (Géza von Bolváry)
- 1932: Ich will nicht wissen, wer du bist (Géza von Bolváry)
- 1932: Gardez le sourire (Pál Fejös, René Sti)
- 1933: Was Frauen träumen
- 1933: Die Nacht der großen Liebe (Géza von Bolváry)
- 1933: Sonnenstrahl
- 1933: Rund um eine Million (Max Neufeld)
- 1933: Rakoczy-Marsch
- 1934: Oberwachtmeister Schwenke (Carl Froelich)
- 1934: Der Flüchtling aus Chicago (Johannes Meyer)
- 1934: Abenteuer eines jungen Herrn in Polen – Regie, Darsteller
- 1935: Nacht der Verwandlung (Hans Deppe)
- 1935: Liebesleute (Erich Waschneck)
- 1935: Ein Teufelskerl (Leutnant Bobby, der Teufelskerl)
- 1935: Die unmoegliche Frau
- 1935: Barcarole
- 1935: Stradivari (Géza von Bolváry)
- 1935: Es flüstert die Liebe (Géza von Bolváry)
- 1936: Die Stunde der Versuchung (Paul Wegener)
- 1936: Stadt Anatol
- 1936: Die Entführung (Géza von Bolváry)
- 1936: Inkognito (Richard Schneider-Edenkoben)
- 1937: Gleisdreieck (Robert A. Stemmle)
- 1937: Gabriele: eins, zwei, drei (Rolf Hansen)
- 1937: Alarm in Peking
- 1938: Es leuchten die Sterne
- 1938: Frau Sixta
- 1938: Die kleine und die große Liebe
- 1938: In geheimer Mission (Jürgen von Alten)
- 1939: Renate im Quartett (Paul Verhoeven)
- 1939: Adieu Vienne (Jacques Séverac)
- 1939: Alarm auf Station III (Philipp Lothar Mayring) – Zollwachtmeister Arne Kolk
- 1940: Herz – modern möbliert (Theo Lingen)
- 1940: Ihr Privatsekretär
- 1940: Alles Schwindel (Bernd Hofmann)
- 1940: Herz geht vor Anker (Joe Stöckel)
- 1940/42: Der große König (Veit Harlan)
- 1941: Clarissa (Gerhard Lamprecht)
- 1941: Sechs Tage Heimaturlaub
- 1942: Mit den Augen einer Frau (Karl Georg Külb)
- 1943: Tolle Nacht (Theo Lingen)
- 1943: Die Große Pause (Kurzfilm) – Regie, Drehbuch
- 1944: Familie Buchholz
- 1944: Neigungsehe
- 1944: Der große Preis (Karl Anton)
- 1944: Das Konzert
- 1945: Leb’ wohl, Christina (unvollendet) – Regie

### Nachkriegsfilme
- 1944/48: Eine alltägliche Geschichte
- 1944/49: Der große Fall
- 1946: Sag’ die Wahrheit
- 1948: Das verlorene Gesicht
- 1948: Wege im Zwielicht – Regie, Darsteller
- 1949: Der Bagnosträfling – Regie, Drehbuch
- 1949: Diese Nacht vergess ich nie!
- 1950: Die Lüge – Regie, Drehbuch
- 1950: Dieser Mann gehört mir
- 1951: Die Sünderin
- 1951: Stips
- 1951: Torreani
- 1952: Abenteuer in Wien
- 1952: Haus des Lebens
- 1953: Ehe für eine Nacht (Viktor Tourjansky)
- 1953: Von Liebe reden wir später
- 1954: Ball der Nationen
- 1954: Die kleine Stadt will schlafen gehn
- 1954: Rosen aus dem Süden
- 1955: Seine Tochter ist der Peter – Regie
- 1956: Der erste Frühlingstag
- 1956: Vergiß, wenn Du kannst (Hans H. König)
- 1958: Das gab’s nur einmal (Kompilationsfilm; Géza von Bolváry)
- 1960: … und keiner schämte sich
- 1961: Der neue Talar (TV) – Pfarrer von Unter-Sutre
- 1963: Das Kriminalmuseum: Die Frau im Nerz (TV-Film)
- 1984: Treffpunkt mit Gustav Fröhlich (Eva Mezger, Felice A. Vitali; TV-Dokumentarfilm)